# Alice Walton
Alice Louise Walton (Newport, 7 ottobre 1949) è un'imprenditrice statunitense, miliardaria e unica figlia femmina di Sam Walton, il fondatore della catena di supermercati Wal-Mart. Si è concentrata sulla cura dell'arte, piuttosto che lavorare per Walmart come i suoi fratelli. Nel 2011 ha aperto il Crystal Bridges Museum of American Art nella sua città natale, Bentonville, in Arkansas, in cui presenta opere di artisti come Andy Warhol, Norman Rockwell e Mark Rothko. La sua collezione d'arte personale è valutata in centinaia di milioni di dollari.
Secondo Forbes,  nella settembre 2024 era la donna più ricca del mondo con un patrimonio di 89,2 miliardi di dollari. Nella sua autobiografia del 1992 Made in America, Sam Walton osserva che Alice è "la più simile a me - un'anticonformista - ma anche più volubile di me".

## Biografia
Nasce a Newport, in Arkansas, figlia di Sam e Helen Walton. Ultima di quattro fratelli (S.Robson Walton, Jim Walton e John T.Walton), è l'unica a non occuparsi degli affari di famiglia ma è comunque proprietaria di una quota dell'azienda. Una laurea in economia e finanza e un'altra in arte, ottenute entrambi alla Trinity University di San Antonio, in Texas, all'inizio è un'analista azionaria e gestore di fondi per la First Commerce Corporation e dirige un'attività di investimento presso l'Arvest Bank Group. Fa anche il broker per EF Hutton. Nel 1988 fonda Llama Company, una banca di investimenti, dove ricopre i ruoli di presidente e CEO.

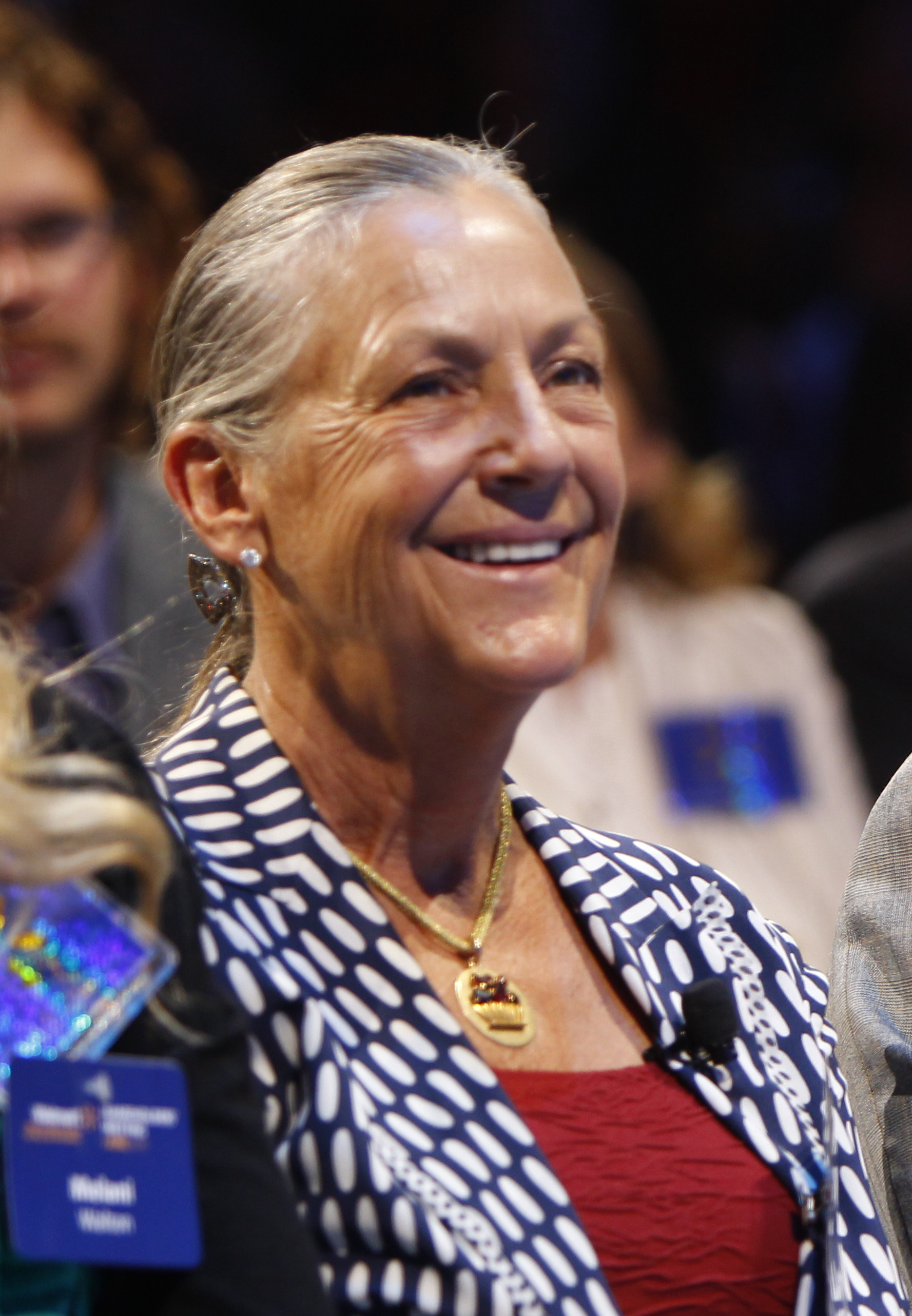
Walton incontra gli azionisti Walmart nel 2011

Walton è la prima donna a presiedere il Northwest Arkansas Council e svolge un ruolo importante nello sviluppo dell'Arkansas Regional Airport nordoccidentale, inaugurato nel 1998, fornendo 15 milioni di dollari per la costruzione dell'aeroporto mentre la sua compagnia ha sottoscritto un bond da 79,5 milioni di dollari. Un grande busto in bronzo che la raffigura (capelli tirati all'indietro, forti tratti del viso come quelli del padre) si trova nella hall principale dell'aeroporto, anche un'ala dell'aeroporto è intitolata a suo nome: Alice Walton Terminal Building.  Nel 2001 è entrata a far parte della Arkansas Aviation Hall of Fame.
Nel 1990 decide di assecondare le sue passioni, l'arte e i cavalli. Così chiude la Llama Co. e si trasferisce in un ranch di mille e trecento ettari a Millsap, in Texas, chiamato Walton's Rocking W Ranch. Appassionata amante dei cavalli, diventa nota perché ha l'occhio per capire quali puledri di 2 mesi sarebbero diventati campioni. Walton mette la fattoria in vendita nel 2015 e si trasferisce a Fort Worth, sempre in Texas, giustificando la decisione per la necessità di concentrarsi sul museo d'arte che ha fondato nel 2011 a Bentonville, in Arkansas, il Crystal Bridges Museum of American Art. È già dagli anni settanta che si occupa di arte acquistando acquarelli di artisti americani ma è a metà degli anni novanta che si concentra sulle collezioni importanti, quelle che costano diversi milioni di dollari.

## Arte
Si racconta che Alice Walton, che spesso dipingeva insieme alla madre acquarelli, abbia acquistato la sua prima opera d'arte quando aveva solo 10 anni. Era una riproduzione del Blue Nude di Picasso che aveva acquistato in uno dei "Five and Dime Store" del padre. Il suo interesse per l'arte la porta a fondare nel 2011 il Crystal Bridges Museum of American Art nel cuore di Bentonville, in Arkansas: era ed è immaginato come la sede principale di un'istituzione artistica nazionale dedicata all'arte e agli artisti americani, e un luogo di apprendimento. 
Nel dicembre 2004 acquista la collezione d'art di Daniel e Rita Fraad venduta a Sotheby's, a New York. Nel 2005 acquista il celebre dipinto di Asher Brown Durand, Kindred Spirits, in un'asta di offerte sigillate a partire da 35 milioni di dollari. Il dipinto del 1849, un omaggio al pittore della scuola del fiume Hudson, Thomas Cole, era stato donato alla biblioteca pubblica di New York nel 1904 da Julia Bryant, figlia del poeta romantico e editore William Cullen Bryant (raffigurato nel dipinto con Cole). Acquista anche opere dei pittori americani Winslow Homer e Edward Hopper oltre a un notevole ritratto di George Washington di Charles Willson Peale. Nel 2009, ad un prezzo non dichiarato, il museo Crystal Bridges acquista il dipinto iconico "Rosie the Riveter" di Norman Rockwell per la sua collezione permanente.
Secondo John Wilmerding, consigliere e membro del consiglio di Crystal Bridges, la Walton ha acquistato con grande tranquillità importanti opere di Martin Johnson Heade, Stuart Davis, George Bellows e John Singer Sargent. Il tentativo della Walton di smettere di fumare la porta all'acquisto di due grandi dipinti di Alfred Maurer e Tom Wesselman. In un'intervista del 2011, lei ha descritto Marsden Hartley come "uno dei miei artisti preferiti".

## Vita privata
Si sposa la prima volta nel 1974 all'età di 24 anni con un importante banchiere della Louisiana ma i due divorziano due anni e mezzo più tardi. Secondo Forbes, la Walton "si è risposata poco dopo con chi le costruiva la piscina ma la coppia ha rapidamente divorziato". Non ha figli.
Uno dei tre fratelli, John T. Walton, è morto nel 2005 in un incidente aereo.

### Incidenti stradali
La Walton è stata coinvolta in diversi incidenti stradali, uno dei quali tragico. Nel 1983, nella riunione della famiglia per il giorno del Ringraziamento nei pressi di Acapulco, in Messico, ha perso il controllo di una jeep presa in affitto finendo in un burrone e rompendosi una gamba. Riportata con un aereo negli Stati Uniti, è stata sottoposta a una ventina di interventi chirurgici. Nell'aprile 1989 ha travolto e ucciso una donna cinquantenne, Oleta Hardin, che stava attraversando la strada a Fayetteville, Arkansas. Testimoni hanno raccontato che la Walton stava andando veloce ma nessuno ha sporto denuncia e la vicenda non ha avuto seguito. Nel 1998 è finita contro una colonnina del gas dopo aver bevuto un po' troppo: multa di 925 dollari.

### Politica
È stata tra i maggiori contributori individuali (la ventesima) nelle elezioni presidenziali americane del 2004, donando 2,6 milioni di dollari al gruppo conservatore Progress for America che appoggiava John McCain. In quella campagna elettorale Progress for America ha pubblicato annunci pubblicitari a sostegno della guerra in Iraq e ha lodato George W. Bush per aver impedito "un altro 11 settembre". A partire da gennaio 2012 Walton ha contribuito con 200.000 dollari a Restore Our Future, associato alla campagna presidenziale di Mitt Romney. Nonostante provenga da una famiglia in gran parte repubblicana, nel 2016 Alice ha donato 353.400 dollari al Hillary Victory Fund, un comitato di raccolta fondi a sostegno di Hillary Clinton. Le due donne si sono poi incontrate in Arkansas.